# Stanisław Hlebowicz
Stanisław Hlebowicz herbu Leliwa (zm. 1513 r.) – wojewoda połocki, marszałek hospodarski. 
Był synem Hleba, wojewody smoleńskiego, i Miłochny Anny Raczkówny. Brat Jerzego Hlebowicza, wojewody smoleńskiego. 
Stronnik dynastii jagiellońskiej i obrońca interesów Litwy w rozgrywkach o rewindykację ziem ruskich Wielkiego Księstwa z Iwanem III moskiewskim. Służył zarówno Kazimierzowi Jagiellończykowi, jak i Aleksandrowi i Zygmuntowi I. Karierę dyplomatyczną zaczął poselstwem jesienią 1492 r. wraz z pisarzem litewskim, Iwanem Władyczką, od nowo kreowanego w. księcia Aleksandra do Iwana III. W tym i kolejnych poselstwach nabrał instynktu dyplomatycznego. Starał się zlikwidować zatargi i grabieże graniczne czy też otwarte wojny, ciągle w tym czasie wybuchające między obydwoma państwami. Przyczynił się do pomyślnego załatwienia pertraktacji małżeńskich między Heleną Iwanówną a Aleksandrem. Część historyków twierdzi, że sprawę tę poruszył bez zgody swoich mocodawców i po pijanemu na uczcie. Można jedna przypuszczać, że zrobił to jak najbardziej celowo, właśnie tak przez nich pouczony. Alkohol miał prawdopodobnie pomóc nadać rozmowie przyjazny charakter. Na tle ciężkiej ówczesnej sytuacji państw jagiellońskich pokojowe rozwiązanie konfliktu moskiewsko-litewskiego było jedynym, jakiego mógł realnie życzyć sobie wielki książę Litwy wraz ze swą Radą. W czasie III wojny litewsko-rosyjskiej Hlebowicz został wysłany przez Aleksandra do walki pod Pskowem. Wielki książę oddał pod jego władzę całą szlachtę powiatu połockiego, a do pomocy przydzielił mu pięć tysięcy zaciężnych żołnierzy pod wodzą Czecha Cyrna i Niemców. O ile w stosunkach zewnętrznych lojalność Hlebowicza nie budziła żadnych zastrzeżeń, o tyle w sprawach wewnętrznych bywało z tym różnie. Np. w 1503 r. przy obsadzeniu starostwa lidzkiego, należał do tej grupy panów Rady, która, wraz z wojewodą trockim Janem Zabrzezińskim, opowiedziała się stanowczo przeciw nominatowi królewskiemu. W tej sytuacji musiał interweniować sam król. Podpisał konstytucję Nihil novi na sejmie w Radomiu w 1505 roku.
Poślubił Zofię Korczewską, z którą miał:
- Elżbietę, żonę Jana (Iwana) Sapiehy, wojewody witebskiego i podlaskiego, a później Grzegorza Ościkowicza, wojewody trockiego
- Mikołaja, ożenionego z Anastazją Niemirowiczówną, córką Wacława (namiestnika lubuckiego i miceńskiego) i Owdotii z ks. Świrskich, bratanicą hetmana Andrzeja Niemirowicza[2]
- Jana, ożenionego z Anną
- Katarzynę za Maciejem Kłoczko, wojewodą witebskim, synem Wojciecha
- córkę za Stanisławem Pietkowiczem[3].